# (5121) Numazawa
(5121) Numazawa est un astéroïde de la ceinture principale.

## Description
(5121) Numazawa est un astéroïde de la ceinture principale. Il fut découvert le 15 janvier 1989 à Kitami par Masayuki Yanai et Kazurō Watanabe. Il présente une orbite caractérisée par un demi-grand axe de 2,23 UA, une excentricité de 0,17 et une inclinaison de 6,5° par rapport à l'écliptique.

## Satellite
Le 13 février 2022 est annoncée la découverte d'un satellite autour de (5121) Numazawa.

## Compléments